# Yuiko
yuiko（ゆいこ、5月18日 - ）は、日本の女性歌手、作詞家。

## 略歴
商業活動では「yuiko」、同人活動では「ゆいこ」と名義を使い分けていたが、2009年に活動名義を「yuiko」に統一した。ソロ歌手としてパソコンゲームなどの主題歌のボーカルを担当するほか、作詞も手掛け、アニメ・ゲーム作品、アーティストへの楽曲提供も行っている。『きんいろモザイク』ではテレビアニメ第1期・第2期、劇場版アニメのオープニングテーマの作詞を担当した。
自身がボーカルを担当する同人音楽サークル「Primary」を主宰するほか、2007年のM3で企画されたコラボレーション企画「唯胡空」から誕生したユニット「ゆこそ」（ゆいこ/yuiko、コツキミヤ、結月そら）、2008年結成のユニット「Merry clover」（佳織みちる、コツキミヤ、ゆいこ）のメンバーとしても活動。

## ディスコグラフィ

### アルバム

#### オリジナル・アルバム
|     | 発売日        | タイトル                                            | 規格品番 |
| --- | ------------- | --------------------------------------------------- | -------- |
| 1st | 2009年2月27日 | CHOCOHOLIC                                          | LSRC-002 |
| 2nd | 2009年9月18日 | Gratitude 〜KAGUYA × yuiko ヴォーカルコレクション〜 | KA-0051S |

#### コンピレーション・アルバム
| 発売日         | タイトル                                               | 規格品番   | 参加曲                      |
| -------------- | ------------------------------------------------------ | ---------- | --------------------------- |
| 2009年6月5日   | further along 〜from iyunaline to solfa〜              | MSRC-039   | 「ミライノオト」※作詞も担当 |
| 2009年8月28日  | Heartful Moment -Angel Note Best Collection Volume VI- | SRL-1004   | 「はっぴぃ」                |
| 2009年10月20日 | 雪降る歌3〜冬の歌・永遠の詩〜                          | SDCR-0027  | 「街角サンタ」※作詞も担当   |
| 2010年1月15日  | heart to heart 〜from iyunaline to solfa2〜            | MSRC-042   | 「黒と白の調」※作詞も担当   |
| 2010年2月19日  | 桜の舞う頃に 〜卒業アルバム第一楽章〜                  | SDCR-0029  | 「a-tempo」※作詞も担当      |
| 2010年7月30日  | GWAVE2009 2nd Ace                                      | IMAE-00042 | 「風の彼方」                |
| 2010年8月27日  | flourish 〜from iyunaline to solfa3〜                  | MSRC-045   | 「fade to black」           |

### タイアップ
2006年
- PCゲーム『りこりす -lycoris radiata-』エンディングテーマ「キミオモフ」（Terios）
- PCゲーム『かみさまの宿っ!』主題歌「きゃらぽぷ」（White Cyc）

2007年
- ライトノベル『プリンセスハーツ〜麗しの仮面夫婦の巻〜』特典ドラマCD テーマソング「ルナフォリウム〜廃園王女〜」（ルルル文庫）
- PCソフト『神曲奏界ポリフォニカ 3&4話完結編』挿入歌「Song of Wave」（ocelot）[19]
- PCゲーム『Sugar+Spice!』（チュアブルソフト）
  - 挿入歌「Liar's play」
  - 挿入歌「Chance to xxx」
- PCゲーム『オレと彼女は主従なカンケイ』（アトリエかぐや HonkyTonk Pumpkin）※全曲作詞も担当
  - エンディングテーマ「Everlasting song」
  - エンディングテーマ「Fix」
  - エンディングテーマ「Sinuous road」
- PCゲーム『デモンパラサイト〜悪魔のような天使の彼女』主題歌「Secret Angel」（ocelot）

2008年
- PCゲーム『姫∽神1/2』主題歌「Ancient Soul」（ぴんくはてな）
- PCゲーム『プリマ☆ステラ』（アトリエかぐや Berkshire Yorkshire）
  - 挿入歌「twinkle white snow」
  - 挿入歌「your song」
- ライトノベル『おと×まほ』特典CD イメージソング「Azure orbit」（GA文庫）※作詞も担当[20]
- ムック『GAマガジン Vol.1』特典CD イメージソング「Azure orbit」（GA文庫）※作詞も担当、ライトノベル特典CDとは別バージョン

2009年
- PCゲーム『魔王と踊れ! II change of the world』挿入歌「星祭りの歌」（catwalk）
- サウンドトラック『Evolution -それは舞い散る桜のように 完全版 アレンジバージョン-』収録曲「principle -secret mix-」（BS2009-01M、BasiL）
- PCゲーム『さらさらささら』エンディングテーマ「Home」（アトリエかぐや Berkshire Yorkshire）
- PCゲーム『さくらさくら』（ハイクオソフト）
  - 挿入歌「隣」※茶太とのツインボーカル
  - エンディングテーマ「place」
- PCゲーム『しこたまスレイブ〜あるじで姉妹な天使と悪魔〜』（ユニゾンシフト・アクセント）
  - オープニングテーマ「Devil or Angel」
  - エンディングテーマ「はっぴぃ」
- PCゲーム『恋文ロマンチカ』（チュアブルソフト）
  - エンディングテーマ「虹」
  - エンディングテーマ「初恋ブギ」
- PCゲーム『プリ☆さら 〜ドキドキ×らぶらぶWファンディスク〜』主題歌「風の彼方」（アトリエかぐや Berkshire Yorkshire）※作詞も担当
- PCゲーム『嘘デレ!』主題歌2「Fake!」（脳内彼女）

2010年
- PCゲーム『まじょ★プリ』主題歌「シグナル」（tritail）
- PSPゲーム『ひまわり -Pebble in the Sky- Portable』イメージソング「サヨナラ。」（ぶらんくのーと）※作詞も担当[21]
- PCゲーム『Sugar+Spice2』（チュアブルソフト）[22]
  - エンディングテーマ「響きあう僕ら」
  - エンディングテーマ「シャイニー・デイト」

2011年
- PCゲーム『さくら色カルテット』エンディングテーマ「桜色の願い」（アトリエかぐや Berkshire Yorkshire）※作詞も担当
- PCゲーム『闇色のスノードロップス』エンディングテーマ「夜明けの地図」（Iris）
- ボーカルCD『hiqo ALL songs 2011』（HIQO-302927、ハイクオソフト）
  - 「I Wanna Be Your Sunshine」※珠梨とのツインボーカル
  - 「place」
  - 「隣」※茶太とのツインボーカル
- PCゲーム『真夏の夜の雪物語 -MIDSUMMER SNOW NIGHT-』エンディングテーマ「ever after...」（EX-ONE）[23]

2012年
- PCゲーム『ホチキス』エンディングテーマ「恋する時間」（戯画）※作詞も担当
- PCゲーム『決戦!乙女たちの戦場3〜電撃作戦!戦果はエースの名のもとに〜』エンディングテーマ「clear sky」（unicorn-a Ge-sen18）※作詞も担当
- PCゲーム『お尻っ娘ヴィーナス』エンディングテーマ「コイスルココロ アイスルキモチ」（Apricot Cherry）
- PCゲーム『インモラル・リトル』主題歌「immoral little」（Apricot Cherry）
- PCゲーム『えれくと!』エンディングテーマ「僕らの色」（アストロノーツ・スピカ）※作詞も担当
- キャラクターソング&サウンドアルバム『恋色マリアージュ』秋吉ねここイメージソング「スマイルハッピー」（LSRC-015、solfa / marble sky records）

2013年
- PCゲーム『あおぞらストライプ』エンディングテーマ「恋空」（アストロノーツ・スピカ）[24]

2014年
- ドラマCD『ゴミ溜めPEACE マリアと100の分別法』主題歌「Paranoid shooter」（MS-5303、熔解spoon）[24][25]

2015年
- PCゲーム『恋×シンアイ彼女』（Us:track）[26]
  - 挿入歌「GLORIOUS DAYS」
  - エンディングテーマ「東の空から始まる世界」

2016年
- PCゲーム『キミトユメミシ』主題歌「キミトユメミシ」（Laplacian）

2017年
- PCゲーム『あなたに恋する恋愛ルセット』（ユニゾンシフト）※作詞も担当
  - 主題歌「petit bonheur」
  - エンディングテーマ「小さな甘い恋」

### 楽曲提供（作詞）

#### アニメ
- テレビアニメ『きんいろモザイク』（2013年・2015年）
  - 第1期オープニングテーマ「Jumping!!」（歌 - Rhodanthe*）[3]
  - 第2期オープニングテーマ「夢色パレード」（歌 - Rhodanthe*）[4]
  - 第2期第10話オープニングテーマ「きらめきいろサマーレインボー」（歌 - Rhodanthe*）[4]
  - 「憧れパラダイス」（歌 - 西明日香 from Rhodanthe*）[4]
  - 「秘密のテレパシー」（歌 - 田中真奈美 from Rhodanthe*）[4]
  - 「叶えてメリーゴーラウンド」（歌 - 種田梨沙 from Rhodanthe*）[4]
  - 「全開マジカルパワー」（歌 - 内山夕実 from Rhodanthe*）[4]
- 劇場版アニメ『きんいろモザイク Pretty Days』（2016年）[5]
  - 主題歌「Happy★Pretty★Clover」（歌 - Rhodanthe*）
  - エンディングテーマ「Starring!!」（歌 - Rhodanthe*）
- テレビアニメ『魔装学園H×H』（2016年）
  - 挿入歌「夏恋ズッキュンハート☆」
- テレビアニメ『政宗くんのリベンジ』（2017年）
  - 第12話挿入歌「笑顔deハダピュア！」
- テレビアニメ『超人高校生たちは異世界でも余裕で生き抜くようです!』（2019年）
  - エンディングテーマ「dear my distance」（歌 - 鬼頭明里）(石倉誉之との共作詞)

#### ゲーム
- PCゲーム『FORTUNE ARTERIAL』キャラクターソングアルバム2 プロジェクトB（2010年、マリン・エンタテインメント）[27]
  - 「えぶりぱれーど大作戦」
  - 「悠木りんりん♪ふぉーりんらぶ」※結月そらとの共作
- ゲーム『SHOW BY ROCK!!』（サンリオ）
  - 「Last Flower」
- ゲーム『バトルガール ハイスクール』（コロプラ）
  - 1st Anniversary Single「STAR☆T」（2016年）[28][29]
    - 「わたしたちのスタートライン!」
    - 「Believe in Stars」
    - 「ハートの軌跡」

  - キャラクターボーカルシリーズ01「Pop☆Girls! / Unlock」（2016年）[30]
    - 「Pop☆Girls!」
    - 「Unlock」

  - キャラクターボーカルシリーズ02「キミはワタシの…♡ / Growing×Heart」（2016年）[31]
    - 「キミはワタシの…♡」
    - 「Growing×Heart」

  - キャラクターボーカルシリーズ03「夏音-フシギナイロ- / Cat-Cat Romance」（2017年）[32]
    - 「夏音-フシギナイロ-」
- ゲーム『ガールフレンド（♪）』（サイバーエージェント）
  - キャラクターソングシリーズ Vol.01（2016年）[33]
    - ウェブアニメ第3話エンディングテーマ「世界に一つのどこにもない物語（ストーリー）」

  - キャラクターソングシリーズ Vol.02（2016年）[34]
    - 「ないしょのパ〜ティ〜タイム♪」

  - キャラクターソングシリーズ Vol.05（2017年）[35]
    - 「ふわり*ススメ」
- PCゲーム『タユタマ2 -After Stories-』（2017年、Lump of Sugar）
  - 鵺イメージソング挿入歌「ユメトツキ」（歌 - Kicco）
- ゲーム『オルタナティブガールズ2』（サイバーエージェント）
  - キャラクターソングCD第5弾（2018年）
    - 「輝けスクールライフ」

#### その他
- ドラマCD『仲吉商店街、恋の湯 営業中!』（2015年、bisCROWN）
  - Vol.01 エンディングテーマ「Precious Story」
  - Vol.02 エンディングテーマ「小さな願い事」
  - Vol.06 エンディングテーマ「この場所で」
- アフィリア・サーガ
  - 15thシングル「Embrace Blade」DVD付盤/アニメコラボ盤収録曲「約束のあの空の果てへ」（2015年）[36]
- 鬼頭明里
  - シングル「キミのとなりで」収録曲「トウメイナユメ」（2020年）[37]
- たぴみる
  - デビューシングル「発見者はワタシ」収録曲「こころスタート！」（2017年）[38]
- 「8P」ユニットソングCD Vol.1 畠中祐&千葉翔也（2017年）
  - 「哀シキ宿命ニ」
- 超ときめき♡宣伝部（ときめき♡宣伝部）
  - シングル「恋のシェイプアップ♡」収録曲「一方通行、恋の罠」（2019年）
  - シングル「トゥモロー最強説!!」収録曲「わたし、ナンバーワンガール！」（2020年）